# Carey Gully
Carey Gully is een plaats in de Australische deelstaat Zuid-Australië.